# Sara Gazarek
Sara Gazarek (Seattle, Washington, 1982. február 26. –) kétszeres Grammy-díjas amerikai dzsesszénekesnő.

## Pályakép
2000-ben költözött Los Angelesbe, ahol a dél-kaliforniai egyetem zeneiskolájába járt. Tanárai között volt Carmen Bradford, John Clayton és Tierney Sutton.
Első albuma a Yours volt 2005-ben. Az album kritikai és kereskedelmi siker lett a Billboard Traditional Jazz Charts-on, a Billboard listáján a 10. legnépszerűbb volt, továbbá sikeres lett a német és francia iTunes letöltési listán. A JazzTimestól a harmadik legnépszerűbb új előadónak járó díjat kapta meg. Frank Sinatra és Tony Bennett a két kedvenc énekese.
A dél-kaliforniai egyetemen, a jazztudományi karon tölt be állást.

## Lemezei
- Yours (2005)
- Live at the Jazz Bakery (2006)
- Return to You (2007)
- Where Time Stands Still (a Triosence-szel, 2010)
- Blossom & Bee (2012)
- Duo (Josh Nelsonnal, 2015)
- Dream in the Blue (Josh Nelsonnal, 2016)
- Thirsty Ghost (2019)
- Vanity (2022)

## Díjak
- Ella Fitzgerald Foundation: Kiváló Dzsesszénekes díj
- Down Beat magazin: Best Collegiate Vocalist, 2003
- Grammy-díj jelölés: for album Thirsty Ghost, 2019